# Koncert poletne noči v Schönbrunnu
Koncert poletne noči v Schönbrunnu (nemško Sommernachtskonzert   ) je letni brezplačni koncert na prostem na Dunaju, ki ga prireja Dunajska filharmonija. Kraj koncerta je palača Schönbrunn.
Prvi koncert je bil prirejen leta 2004.  Podjetje Rolex ga je začelo sponzorirati leta 2009. Od takrat koncert vsako leto obišče več kot 100.000 ljudi.
Na koncertu so bili izvajani mnogi skladatelji, med njimi Aleksander Borodin, Claude Debussy, Manuel de Falla, Franz Liszt, Wolfgang Amadeus Mozart, Modest Mussorgsky, Niccolò Paganini, Amilcare Ponchielli, Jean Sibelius, Johann Strauss, Richard Strauss, Pyotr Ilyich Tchaikovsky, Giuseppe Verdi, Richard Guard Wagner .  Koncert se vedno konča z Wiener Blutom, avtorja Johanna Straussa mlajšega.

## Dirigenti
- 2020:  Valerij Gergijev
- 2019:  Gustavo Dudamel
- 2018:  Valerij Gergijev
- 2017:  Christoph Eschenbach
- 2016:  Semyon Bychkov
- 2015:  Zubin Mehta
- 2014:  Christoph Eschenbach
- 2013:  Lorin Maazel
- 2012:  Gustavo Dudamel
- 2011:  Valerij Gergijev
- 2010:  Franz Welser-Möst
- 2009:  Daniel Barenboim
- 2008:  Georges Prêtre
- 2007:  Valerij Gergijev
- 2006:  Plácido Domingo
- 2005:  Zubin Mehta
- 2004:  Bobby McFerrin